# The Ultimate Warrior
Vous lisez un « bon article » labellisé en 2018.
Pour les articles homonymes, voir Warrior.
Warrior (né James Brian Hellwig le 16 juin 1959 à Crawfordsville et mort le 8 avril 2014 à Scottsdale) est un catcheur (lutteur professionnel) et un culturiste américain. Il est connu pour son travail à la World Wrestling Federation (WWF) (qui est devenue par la suite la World Wrestling Entertainement (WWE)) et à la World Championship Wrestling sous le nom de ring de The Ultimate Warrior.
Culturiste devenu catcheur, il a remporté à deux reprises le championnat intercontinental de la WWF et le championnat du monde poids-lourds de la WWF à WrestleMania VI en battant Hulk Hogan devenant une des principales vedettes de cette fédération entre la fin des années 1980 et le début des années 1990.
Il quitte cette fédération à l'été 1991 après un désaccord concernant son salaire avant de revenir moins d'un an plus tard. Il se fait renvoyer cette fois-ci pour avoir été positif à un contrôle antidopage aux stéroïdes. Il retourne une dernière fois à la WWF en 1996, pour quelques mois. En 1998, il signe un contrat avec la World Championship Wrestling, mais l’expérience tourne court après son échec face à Hogan à Halloween Havoc.
Il organise ensuite des séminaires de motivation dans les années 2000. En 2014, il entre au WWE Hall of Fame et meurt trois jours après son intronisation. Un an après sa mort, la WWE crée le « Warrior Award », un prix pour récompenser une personnalité qui montre une force inébranlable, de la persévérance, et qui vit avec le courage et la compassion qu'incarne l'esprit de The Ultimate Warrior.

## Biographie
James Brian Hellwig obtient son diplôme de fin d'études secondaires à la Fountain Central High School de Veedersburg, puis étudie pendant un an à l'université d'État de l'Indiana. Par la suite il entame une carrière de bodybuildeur ; son principal résultat est d'être élu Mr Georgia 1984,. Il participe ensuite au championnat Junior USA du National Physique Committee en 1985 et se classe 5e dans la catégorie des poids lourds.

## Carrière

### Débuts (1985-1987)
C'est en Californie qu'il rencontre Rick Bassman (en), un agent artistique qui souhaite former un groupe de catcheurs issus du culturisme, la Powerteam USA, avec Steve Borden et deux autres bodybuilders. Cela n'a pas le succès escompté, car les promoteurs les jugent trop peu crédibles sur le ring.
James Brian Hellwig part avec Borden au Tennessee à l'Universal Wrestling Federation en 1985 et ils forment The Blade Runners, mais là encore l'aventure tourne court. Il fait ses bagages pour le Texas où il lutte à la World Class Championship Wrestling en 1986. Il change de nom et devient le Dingo Warrior, un personnage créé par le manager Gary Hart (en) qui a déjà certains des traits de l'Ultimate Warrior comme le maquillage. Par la suite, le 17 novembre, il remporte le championnat par équipes avec Lance Von Erich (en). Le 2 février 1987, il devient champion poids-lourds du Texas en battant Bob Bradley. Au printemps 1987, Antonio Inoki, le fondateur de la New Japan Pro Wrestling, le contacte pour venir dans sa fédération. Il signe un contrat avec la World Wrestling Federation et Inoki choisit comme rival Leon White, qui prend le nom de Big Van Vader.

### World Wrestling Federation (1987-1996)

#### Débuts et champion intercontinental (1987-1990)

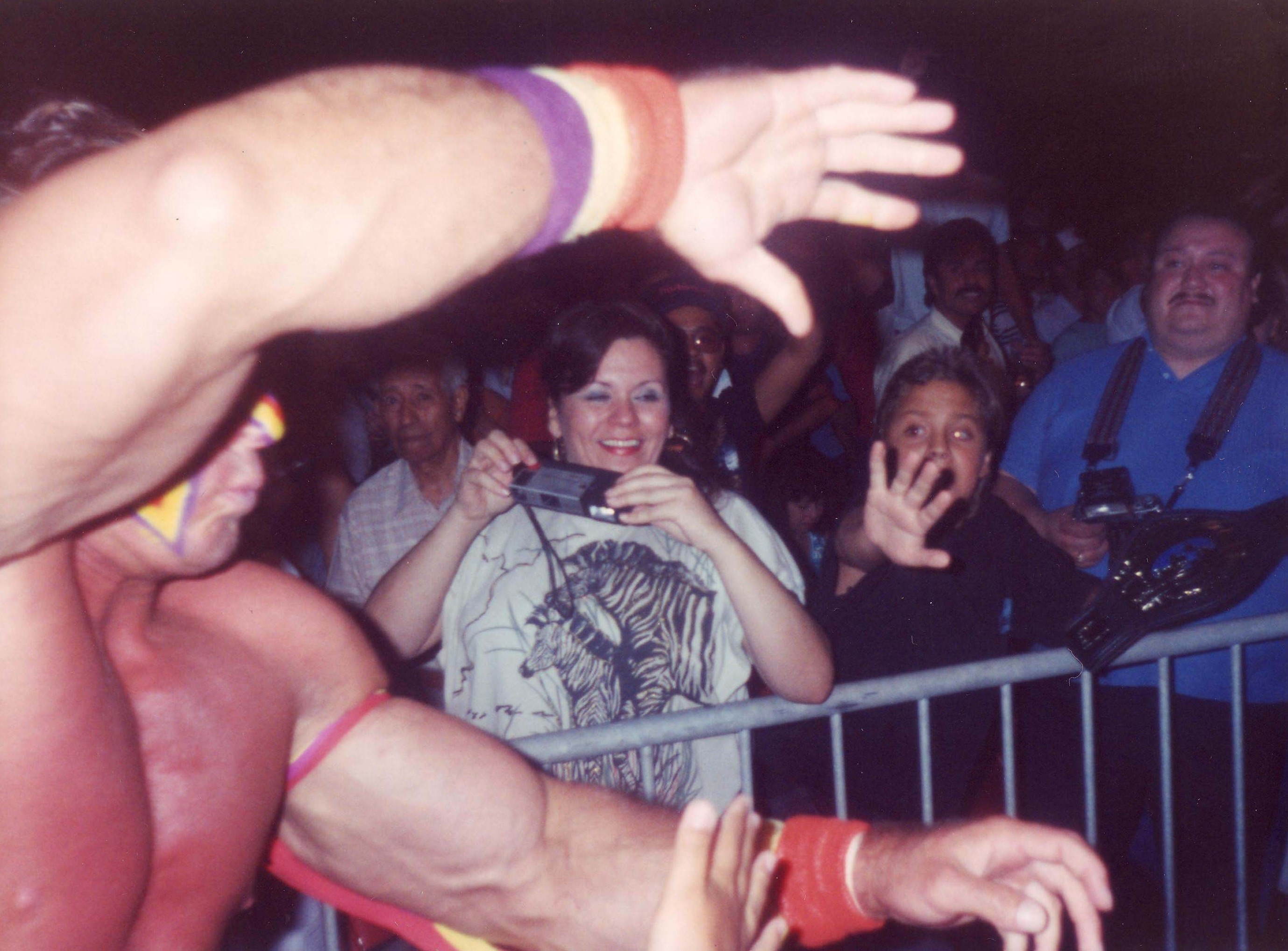
The Ultimate Warrior courant vers le ring.

Après plusieurs apparitions dans des spectacles non-télévisés en juin et juillet 1987, il fait son premier combat télévisé le 15 août en battant Barry Horowitz. Rapidement, il change de nom de ring pour devenir l'Ultimate Warrior en octobre. Son gimmick est original à l'époque puisqu'il entre sur le ring en courant et en agitant frénétiquement la troisième corde du ring.
Après avoir affronté des jobbers en 1987, il a ses premières rivalités notables face à Harley Race en janvier 1988. Hercules intervient dans un match l'opposant à Race. Cette rivalité voit les deux hommes s'affronter tout d'abord dans un chain match en février puis à WrestleMania IV où le Warrior prend le dessus sur son adversaire. Par la suite Bobby Heenan devient son ennemi, ce qui donne lieu à des Weasel suit matchs fin juillet, tous remportés par Warrior,.
Le 29 août, au cours de SummerSlam, il bat le Honky Tonk Man en moins d'une minute et devient champion intercontinental. Ce match fait l'objet de critiques, tant positives que négatives, puisque le magazine Wrestling Observer Newsletter le considère comme étant l'un des pires matchs de l'année alors que Pro Wrestling Illustrated pense le contraire. La rivalité entre les deux hommes continue aux Survivor Series où, avec Brutus Beefcake, Jim Brunzell, Sam Houston (en) et Blue Blazer, il bat le Honky Tonk Man, Bad News Brown, Danny Davis (en), Greg Valentine et Ron Bass (en) dans un match en équipe à élimination. Cette rivalité se termine par la victoire du Warrior dans un match en cage pour le titre intercontinental fin décembre. En fin d'année, il est récompensé par le magazine Pro Wrestling Illustrated qui le considère comme étant un des catcheurs qui a le plus progressé pendant l'année, alors que le Wrestling Observer Newsletter le considère comme le pire catcheur de l'année.
Il entre en 1989 dans une longue rivalité avec Ravishing Rick Rude qui le bat à WrestleMania V en trichant grâce à l'aide de Bobby Heenan. Il récupère finalement ce titre le 28 août à SummerSlam. Il défend ensuite son titre à de multiples reprises face à André The Giant dans des matchs qui sont considérés comme médiocres,. D'ailleurs un de leurs matchs a été considéré comme le pire match de l'année et ils recevront la récompense de pire rivalité de l'année par le Wrestling Observer Newsletter.
Bien que le Wrestling Observer Newsletter le considère comme étant un des meilleurs babyface (catcheur aimé du public) et un des plus charismatiques, il devient le plus surestimé, le pire en interview et le catcheur le moins préféré des lecteurs. Le magazine Pro Wrestling Illustrated l'a récompensé en le classant quatrième catcheur le plus populaire de l'année.

#### Champion du monde de la WWF et premier départ (1990-1991)

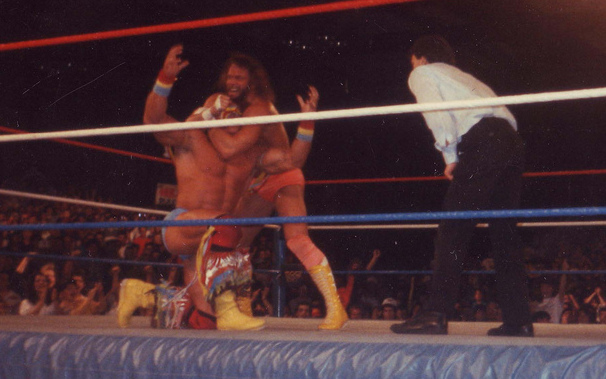
Randy Savage tentant d'étrangler The Ultimate Warrior à la fin des années 1980.

Dès le mois de janvier 1990, il commence à entrer en rivalité avec Hulk Hogan après que le Hulkster l'élimine du Royal Rumble match lors du Royal Rumble. Les deux lutteurs s'affrontent à WrestleMania VI devant 70 000 personnes divisées entre les deux protagonistes qui verront dans ce combat « Champion VS Champion » la victoire de l'Ultimate Warrior pour décrocher son unique titre de champion du monde de la WWF. Ce match a été considéré comme étant le match de l'année par le magazine Pro Wrestling Illustrated.
À la suite de sa victoire, le titre intercontinental est vacant. Après qu’il a défendu son titre face à Ted DiBiase lors d'une tournée au Japon le 13 avril, sa rivalité passée avec Rick Rude est remise au goût du jour et les deux hommes s'affrontent dans un match en cage à SummerSlam remporté par le Warrior. Il fait ensuite équipe avec Legion of Doom (Road Warrior Hawk et Road Warrior Animal) et, ensemble, ils battent Demolition (Ax, Smash et Crush) en septembre. Aux Survivor Series, ils font à nouveau équipe avec The Texas Tornado et battent Demolition et Mr. Perfect dans un match par équipe à élimination. Ce soir-là, le Warrior participe aussi au match principal de la soirée où, avec Hulk Hogan et Tito Santana, ils battent Ted DiBiase, Rick Martel, Warlord, Hercules et Paul Roma dans un autre match par équipes à élimination. Par la suite, il entame une rivalité avec le « Macho King » Randy Savage pour le titre qu'il réussit à conserver.
En fin d'année, il est récompensé par Pro Wrestling Illustrated qui le classe comme étant le deuxième catcheur de l'année derrière Sting et le troisième catcheur le plus populaire après Hogan et Sting. Le Wrestling Observer Newsletter lui fait par contre les mêmes reproches que l'année précédente (catcheur le plus surestimé, mauvais lors des interviews, le moins apprécié des lecteurs) bien qu'il soit l'un des catcheurs les plus charismatiques.
Le 19 janvier 1991, durant le Royal Rumble, il perd son titre de champion de la WWF contre Sgt Slaughter à cause de l'intervention de Randy Savage qui n'accepte pas de ne pas être le challenger. Il reprend alors sa rivalité avec Savage qui se conclut le 24 mars à WrestleMania VII dans un Retirement match (celui qui perd prend sa retraite) qui voit le Warrior l'emporter malgré les coups bas de Savage.
Après WrestleMania VII, il commence une rivalité face à l'Undertaker qu'il affronte à plusieurs reprises dans des House show, c'est d'ailleurs la rivalité de l'année pour Pro Wrestling Illustrated,. Puis avec Hogan il bat Sgt. Slaughter, Col. Mustafa et le General Adnan (en) dans un match à handicap à SummerSlam le 26 août.
À la suite de ce match Vince McMahon, le président de la WWF, met fin au contrat de James Brian Hellwig car ce dernier demande à être le catcheur le mieux payé. En fin d'année, le Wrestling Observer Newsletter le désigne pour la deuxième année comme étant le catcheur le plus surestimé.

#### Retour à la WWF (1992)
Il fait son retour le 5 avril 1992 à WrestleMania VIII en intervenant en faveur d'Hulk Hogan lors de son match face à Sid Justice, alors qu'il se fait attaquer par ce dernier et Papa Shango. Rapidement une rivalité entre le Warrior et Papa Shango se met en place et Shango lance une malédiction sur son rival le 16 mai,. Le 29 août durant SummerSlam, il affronte Randy Savage pour le championnat de la WWF et remporte le match par décompte à l'extérieur à la suite des interventions de Ric Flair et de Mr. Perfect, ne remportant donc pas le titre,. Il est renvoyé en novembre 1992 à la suite d'un contrôle antidopage positif aux stéroïdes, ainsi qu'à cause de l'enquête fédérale qui était menée à l'époque contre la WWF.
Son retour sur les rings a été récompensé par Pro Wrestling Illustrated qui lui a décerné cette année-là le titre de meilleur come-back.

#### Semi-retraite (1992-1996)
En 1993, James Brian Hellwig fait changer son nom pour devenir Warrior dans le but d'avoir le droit d'utiliser le nom de ring de l'Ultimate Warrior.
À la même époque, il ouvre la Warrior University, une école de catch à Scottsdale. C'est un échec et l'école ferme ses portes car selon lui ses élèves (d'anciens joueurs de football américain principalement) croient qu'ils vont tous faire une grande et belle carrière. Selon ses élèves, c'est l'état de santé mentale de Warrior qui est la principale cause de l'échec de cette école.
Durant cette période, il fonde la société Ultimate Creations qui publie quatre comics Warriors dont Warrior en est scénariste.

#### Dernier passage à la World Wrestling Federation (1996)
Trois ans plus tard, l'Ultimate Warrior revient pour la troisième fois, en 1996 à WrestleMania XII en battant Hunter Hearst Helmsley en moins de deux minutes après s'être relevé du Pedigree de son adversaire. À la suite de cette victoire, il devient le challenger pour le titre intercontinental détenu par Goldust à WWF in Your House VII : Good Friends, Better Enemies fin avril qu'il remporte par décompte à l'extérieur et ne remporte pas le titre. Il a par la suite été renvoyé car il n'aurait pas participé à des house show, sans excuse valable, bien qu'il déclare à l'époque que son père vient de mourir.

### World Championship Wrestling (1998)
En 1998, la World Championship Wrestling lui propose un contrat et le fait entrer en rivalité face au leader du New World Order (nWo) : Hulk Hogan. Le 17 août, le Warrior vient défier Hogan lors de Monday Nitro en interrompant son futur rival et en parlant pendant plus de 15 minutes alors que la WCW souhaite que cela ne dure que quelques minutes,. Le 14 septembre, lors de Fall Brawl, il est dans l'équipe gagnante d'un War Games match (un match opposant trois équipes de trois dans une cage où les membres de chaque équipe arrivent les uns après les autres) où, avec Diamond Dallas Page et Roddy Piper, ils battent le nWo Hollywood (Hollywood Hogan, Bret Hart et Stevie Ray) et le nWo Wolfpack (Kevin Nash, Sting et Lex Luger) pour déterminer le challenger pour le championnat du monde poids-lourds de la WCW détenu par Goldberg. Le 12 octobre, avec Sting, il bat Hogan et Hart par disqualification. À Halloween Havoc, le 25 octobre, Hogan remporte son match face à son rival grâce à l'intervention de tout le nWo, se vengeant ainsi de WrestleMania VI.

### Après carrière (1997-2013)
Dans les années 2000, Warrior commence à faire des conférences dans les universités américaines et se fait remarquer par ses propos virulents à l'égard des LGBTQ. Au cours d'un discours à l'université du Connecticut, il critique le multiculturalisme ainsi que les queers déclarant : « Agir comme un queer ne fait pas fonctionner le monde. »
En 2005, la World Wrestling Entertainment met en vente le DVD The Self-Destruction of the Ultimate Warrior le présentant comme un fou, mais néanmoins une grande vedette.
En 2008, l'Ultimate Warrior fait son grand retour pour le compte de la Nu-Wrestling Evolution, une fédération de catch italienne, où, lors d'un spectacle à Barcelone, il remporte le titre de champion du monde poids-lourds face à Orlando Jordan pour son premier match depuis 10 ans.
En fin d'année 2008, son ex-femme Shari Tyree déclare travailler sur un livre intitulé Behind the Paint; My Life with Wrestling's Ultimate Warrior, dans lequel elle accuse son ex-mari d'avoir mené une double vie et d'être homosexuel.
En janvier 2012, Warrior avoue avoir été contacté par Vince McMahon pour entrer au Hall Of Fame de la World Wrestling Entertainment, ce qu'il refuse en prétendant qu'il n'a pas besoin de cela pour obtenir le respect qu'on lui doit. En juillet 2012 il ouvre la Warrior University, un site internet où il propose ses conseils comme coach de vie.

### Entrée au Hall of Fame de la WWE et mort (2013-2014)

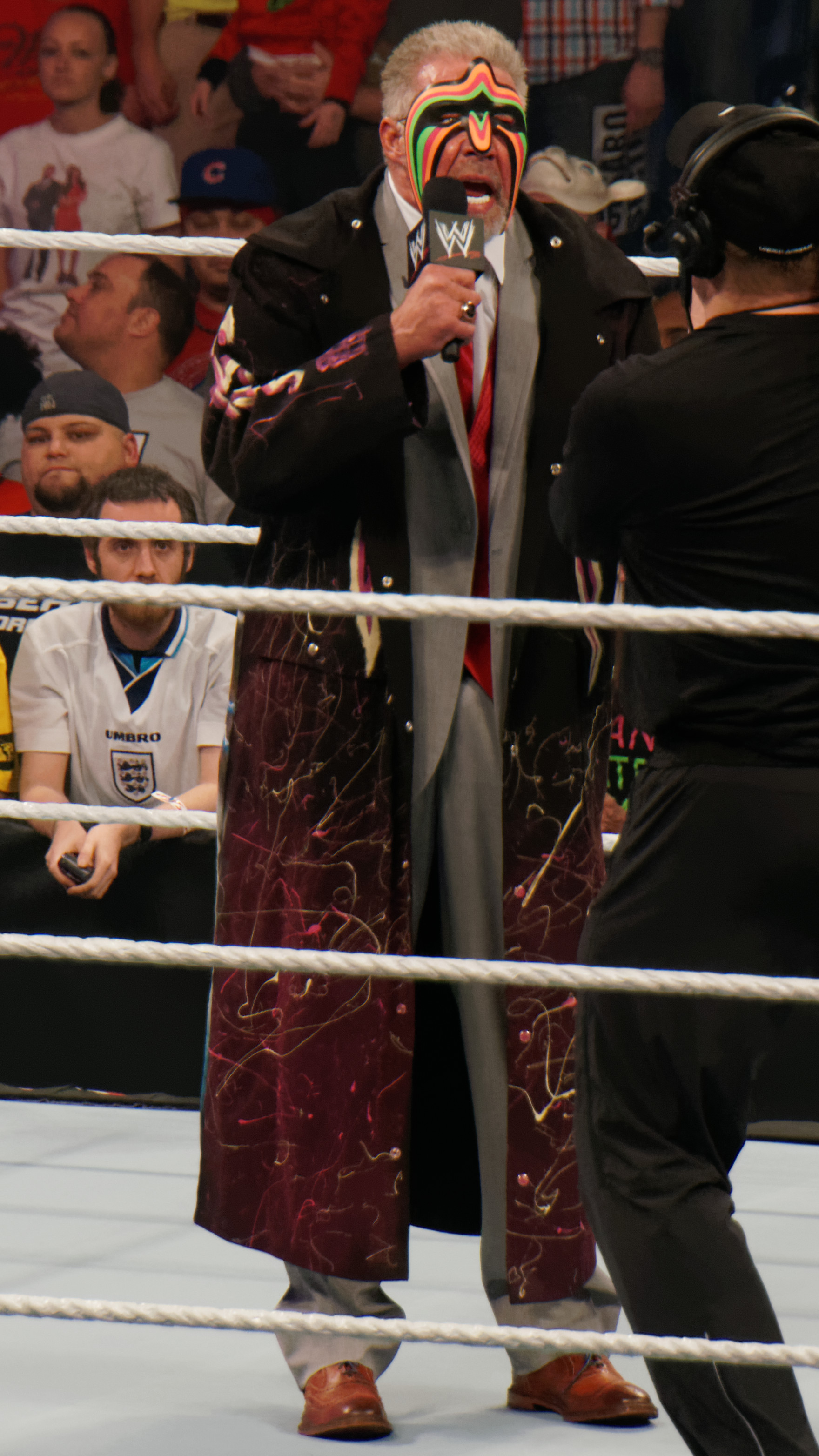
Warrior au cours de sa dernière apparition publique le 7 avril 2014.

En juillet 2013, 2K Games publie une vidéo pour le jeu vidéo WWE 2K14 annonçant que le personnage de l'Ultimate Warrior va être disponible pour ceux qui précommandent le jeu. Cela laisse croire aux fans et aux journalistes à une entrée prochaine au WWE Hall of Fame. Warrior répond à cela en annonçant qu'il compte être présent à cette cérémonie, laissant ainsi planer le doute.
Le 13 janvier 2014, la WWE annonce dans une vidéo que l'Ultimate Warrior va entrer au WWE Hall of Fame. Les fans et les journalistes pensent pendant plusieurs semaines qu'Hulk Hogan va faire son discours d'introduction dans ce temple de la renommée mais la WWE lui préfère Linda McMahon. Sa venue à la WWE s'accompagne de la production d'un DVD intitulé The Ultimate Warrior: The Ultimate Collection compilant ses matchs les plus célèbres. En marge de son entrée au WWE Hall of Fame, Warrior signe un contrat avec la WWE, ce qui fait de lui un ambassadeur de la compagnie.
Le 7 avril au cours de Raw, Warrior s'adresse au public pour le remercier de son entrée au WWE Hall of Fame en déclarant :  

« Personne dans la WWE ne devient une légende par lui-même. Le cœur de chaque homme aura un jour son dernier battement. Ses poumons prendront un jour une dernière respiration. Et si ce que cet homme a fait dans sa vie a fait vibrer d'autres personnes, cela lui fait prendre une dimension encore bien plus grande, rendant immortels son essence et son esprit. »

Warrior meurt le lendemain en sortant de son hôtel. Une autopsie révèle que la cause de sa mort est une crise cardiaque.

## Création du Warrior Award
Début 2015, la World Wrestling Entertainment décide de créer le Warrior Award pour récompenser une personnalité qui montre une force inébranlable, de la persévérance, et qui vit avec le courage et la compassion qu'incarne l'esprit de l'Ultimate Warrior. Connor Michalek, un fan de huit ans mort d'un cancer en avril 2014, est le premier à obtenir cette récompense à titre posthume.

## Style de catch
L'Ultimate Warrior est un catcheur au style powerhouse, c'est-à-dire que ses attaques visent à mettre en avant sa force musculaire plutôt que ses aptitudes à effectuer des prises de catch. Il n'a que très peu d'aptitudes techniques sur le ring et a du mal à retenir ses coups à ses débuts à la World Wrestling Federation,. Durant ses premiers combats, il met Steve Lombardi KO à deux reprises, Lombardi l'aide ensuite à améliorer sa technique.
Bien que n'ayant pas un style très technique, l'Ultimate Warrior compense cette lacune par son charisme. Il fait partie des catcheurs qui popularise l'utilisation de peinture faciale dans la deuxième moitié des années 1980. Ses interviews contiennent des messages cryptés qui parlent de son combat contre l'adversité qui ne sont pas appréciés par le Wrestling Observer Newsletter. Ce type d'interviews est repris par d'autres catcheurs comme Bray Wyatt depuis 2013.

## Vie privée
Au début des années 1990, Hellwig épouse la stripteaseuse Sharri Tyree. Ils divorcent en 1991. Il épouse en 1999 Dana, avec qui il a deux filles : Indiana née en 2001 et Mattigan née en 2003.

## Palmarès

### En catch
- Nu-Wrestling Evolution (NWE)
  - 1 fois Champion poids-lourds de la NWE[84]

- World Class Wrestling Association (WCWA)
  - 1 fois Champion poids-lourds du Texas[85]
  - 1 fois Champion du monde par équipe de la WCWA avec Lance Von Erich[86]

- World Wrestling Federation / World Wrestling Entertainment (WWF / WWE)
  - 1 fois Champion du monde poids lourd de la WWF[87]
  - 2 fois Champion intercontinental de la WWF[88]
  - WWE Hall of Fame (2014)

### En culturisme
- Mr Georgia
  -  en 1984[4]
- Championnat Junior USA du National Physique Committee
  - 5e dans la catégorie des poids lourd[5]

## Récompenses des magazines
- Pro Wrestling Illustrated
  - 4e match de l'année 1988 contre le The Honky Tonk Man à SummerSlam[15]
  - 2e catcheur ayant le plus progressé de l'année 1988[15]
  - 4e catcheur le plus populaire de l'année 1989[23]
  - 2e catcheur de l'année 1990[26]
  - Match de l'année 1990 face à Hulk Hogan à WrestleMania VI[26]
  - 4e match de l'année 1990 Royal Rumble match au Royal Rumble[26]
  - 3e rivalité de l'année 1990 contre Rick Rude[26]
  - 3e catcheur le plus populaire de l'année 1990[26]
  - Rivalité de l'année 1991 contre The Undertaker[37]
  - 3e rivalité de l'année 1992 contre Papa Shango[46]
  - Comeback de l'année 1992[46]
  - 4e 'année 1998[89]

| Année | 1991 | 1992 | 1993       | 1994       | 1995 | 1996 |
| ----- | ---- | ---- | ---------- | ---------- | ---- | ---- |
| Rang  | 11   | 9    | Non classé | Non classé | 423  | 110  |

- Wrestling Observer Newsletter
  - Pire catcheur de l'année 1988[14]
  - Catcheur le plus surestimé de l'année 1989[22]
  - Catcheur le moins apprécié des lecteurs de l'année 1989[22]
  - Pire rivalité de l'année 1989 contre André The Giant[22]
  - Pire match de catch de l'année 1989 contre André The Giant[22]
  - Catcheur le plus surestimé de l'année 1990[33]
  - Catcheur le moins apprécié des lecteurs de l'année 1990[33]
  - Catcheur le plus surestimé de l'année 1991[40]
  - Pire rivalité de l'année 1992 contre Papa Shango[91]
  - Pire catcheur de l'année 1998[92]
  - Pire rivalité de l'année 1998 contre Hulk Hogan[92]
  - Pire match de l'année 1998 contre Hulk Hogan[92]

## Filmographie

### Cinéma

#### Long métrage
- 1993 : Firepower de Richard Pepin : The Swordsman

#### Court métrage
- 2014 : The Lost Journals of Huey Williams de Curt Clendenin : lui-même

### Télévision

#### Téléfilm
- 1990 : Seriously... Phil Collins de James Yukich : lui-même